# Parentis-en-Born
Parentis-en-Born – miejscowość i gmina we Francji, w regionie Nowa Akwitania, w departamencie Landy.
Według danych na rok 1990 gminę zamieszkiwało 4056 osób, a gęstość zaludnienia wynosiła 36 osób/km² (wśród 2290 gmin Akwitanii Parentis-en-Born plasuje się na 103. miejscu pod względem liczby ludności, natomiast pod względem powierzchni na miejscu 27.).